# Вологодская митрополия
Волого́дская митропо́лия — митрополия Русской православной церкви, образованная в пределах Вологодской области. Объединяет Вологодскую, Великоустюжскую и Череповецкую епархии.
Главой митрополии является митрополит Вологодский и Кирилловский Савва (Михеев).

## История
Образована 23 октября 2014 года решением Священного синода Русской православной церкви.

### Митрополиты
- Игнатий (Депутатов) (с 23 октября 2014 года — 25 августа 2020)
- Савва (Михеев) (c 25 августа 2020)

## Состав митрополии
Вологодская митрополия включает в себя 3 епархии:

### Вологодская епархия
Территория: Вологодский, Грязовецкий, Шекснинский, Междуреченский, Сокольский, Усть-Кубинский, Кирилловский, Харовский, Сямженский, Вожегодский, Верховажский районы.
Правящий архиерей: митрополит Вологодский и Кирилловский Савва (Михеев).

### Великоустюжская епархия
Территория: Великоустюгский, Бабушкинский, Кичменгско-Городецкий, Никольский, Тотемский, Нюксенский, Тарногский районы.
Правящий архиерей: епископ Великоустюжский и Тотемский Фотий (Евтихеев)

### Череповецкая епархия
Территория: город Череповец, а также Череповецкий, Бабаевский, Кадуйский, Устюженский, Белозерский, Вытегорский, Чагодощенский, Вашкинский районы.
Правящий архиерей: епископ Череповецкий и Белозерский Игнатий (Суранов).